# Илия Стефанов
Илия Стефанов Кумановски е български революционер, деец на Вътрешната македоно-одринска революционна организация.

## Биография
Илия Стефанов е роден на 6 октомври 1882 година в кумановското село Пезово или в град Куманово, тогава в Османската империя. Присъединява се към ВМОРО и навлиза в Македония с четата на Боби Стойчев през март 1903 година. Участва в няколко сражения през Илинденско-Преображенското въстание от лятото на 1903 година, след което се установява да живее в Кюстендил.